# Experiencia cercana a la muerte

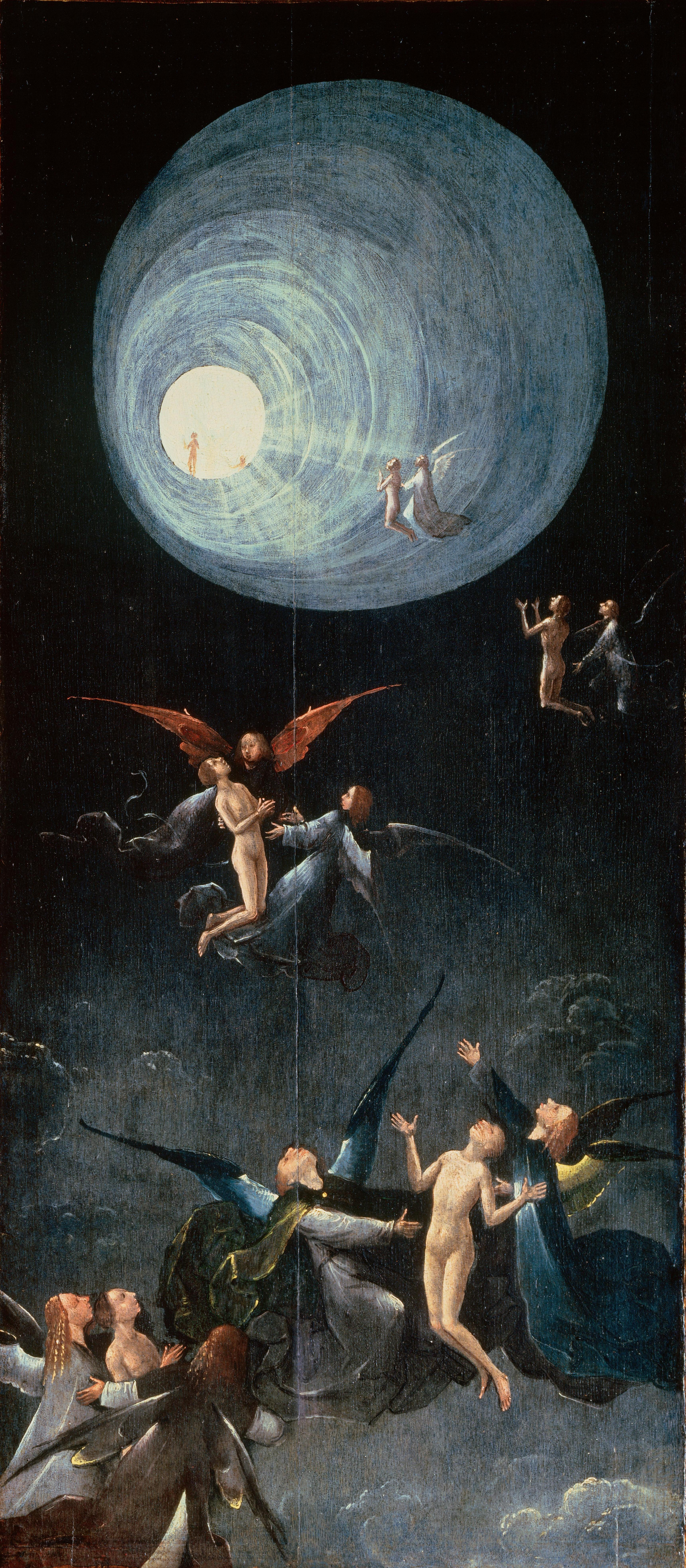
Subida al Empíreo de El Bosco.

Las experiencias cercanas a la muerte (ECM), denominadas en inglés near-death experiences (NDEs), se refieren a fenómenos perceptivos y cognitivos generalmente lúcidos, descritos por individuos que han estado en situaciones de riesgo vital extremo o que han experimentado una muerte clínica y han sido posteriormente resucitados. Las ECM se caracterizan por una serie de componentes fenomenológicos que pueden incluir: experiencias extracorpóreas, hiperpercepción sensorial, emoción intensificada, alteración subjetiva del tiempo y el espacio, travesía a través de un túnel, visión de una luz brillante y paisajes idealizados, encuentros con figuras familiares o religiosas, revisión panorámica de la vida, adquisición de conocimiento trascendental, la percepción de barreras o límites y el retorno al cuerpo físico, ya sea de forma voluntaria o involuntaria. Los componentes generales de las ECM se presentan en casi todas las culturas humanas, lo que sugiere un patrón universal, aunque los estudios actuales han identificado que la frecuencia y naturaleza de ciertos elementos fenomenológicos están sujetos a influencias culturales, sugiriendo que las interpretaciones y manifestaciones de estas experiencias pueden estar moduladas por el contexto sociocultural del individuo.
Algunos investigadores, como Bruce Greyson, sostienen que las ECM constituyen una evidencia significativa de que la consciencia podría existir de manera independiente del cuerpo físico, una postura conocida como supervivencialismo. Esta teoría también podría explicar el fenómeno de la lucidez terminal, que se observa en personas con trastornos mentales graves, tales como esquizofrenia crónica, enfermedad de Alzheimer o diversas demencias, quienes experimentan episodios de claridad mental antes de su fallecimiento, a pesar de los daños cerebrales que impiden un estado de lucidez ordinaria. Para otros investigadores, las ECM serían consecuencia de uno o varios factores fisiológicos o psicológicos que alteran el cerebro durante los momentos de agonía.
En cuanto a la relación entre las ECM y las creencias religiosas, en el budismo se encontraría una conexión con el concepto del bardo budista, que hace referencia al estado intermedio entre la vida y la muerte. Además, se podrían establecer paralelismos con el Mito de Er de la tradición griega, que describe el viaje del alma después de la muerte, siendo ambos conceptos interpretados como manifestaciones culturales de fenómenos.

## Definición
Hasta la fecha, no ha existido un consenso unánime entre los investigadores sobre la definición precisa de las experiencias cercanas a la muerte (ECM). A continuación, se presentan diversas definiciones de autores destacados en este campo de estudio.
Según Félix Fernández Palacio, el principal desafío al definir las ECM radica en que muchas definiciones emplean nociones excesivamente vagas o ambiguas, como: «subjetividad profunda», «evento trascendental», «experiencia perceptual», «inusual», «intensa y significativa», «ultramundana», entre otras. Además, las definiciones que se limitan a enumerar los elementos fenoménicos comunes, como el «viaje a través de un túnel» o «ver una luz», no constituyen una verdadera definición, ya que intentan generar una caracterización general de un fenómeno a partir de aspectos que no necesariamente son universales.

### Según Raymond Moody
El psiquiatra estadounidense Raymond Moody fue el primero en acuñar la expresión «experiencia cercana a la muerte» (near-death experiences) en su libro Life after life de 1975, para referirse a «cualquier experiencia perceptual consciente que tenga lugar en una situación de proximidad a la muerte». Moody distinguió seis tipologías de casi muerte y afirmó que había encontrado testimonios correspondientes a todas ellas excepto para la última situación, de reanimación espontánea:
1. Situación en la que el sujeto cree que va a morir, pero sobrevive.
2. Situación en la que el sujeto se encuentra en un estado grave y desahuciado por los médicos, pero la muerte clínica no llega a producirse y él puede recobrarse.
3. Situación de muerte clínica a la que el sujeto sobrevive por reanimación, sin que se haya dictaminado fallecimiento.
4. Situación de muerte clínica en la que en un primer momento los intentos de reanimación son infructuosos y se dictamina fallecimiento, pero luego se reintenta la reanimación y entonces funciona.
5. Situación de muerte clínica en la que ni siquiera se realizan técnicas de reanimación, se dictamina fallecimiento, aunque luego se aplica reanimación y esta surte efecto.
6. Situación de muerte clínica de la cual el sujeto sobrevive sin que intervengan técnicas de reanimación.

### Según Bruce Greyson
El psiquiatra estadounidense Bruce Greyson esbozó definiciones de la ECM como un «evento subjetivo profundo», un «evento profundamente trascendental», experiencia «mística» o «inusual», siempre ocurriendo en el umbral de la muerte. En un artículo de 2003 afirma que se entienden por ECM a las «experiencias inusuales, frecuentemente realistas, y algunas veces profundamente transformadoras, que les ocurren a la gente que han estado fisiológicamente cerca de la muerte (…) o psicológicamente cerca de la muerte (…)».

### Según Scott Rogo
Para el ensayista y parapsicólogo estadounidense Douglas Scott Rogo, el término ECM describe aquellas experiencias que cumplen estos dos criterios básicos:
1. El paciente debe estar próximo a la muerte física, amenazado por la muerte o percibirse en un peligro semejante.
2. El paciente debe tener una experiencia extracorpórea durante el episodio o sus observaciones dar a entender que está funcionando en semejante estado.

Con respecto a la experiencia extracorpórea, Rogo entiende como tal a «experimentar la sensación de dejar el cuerpo y funcionar de pronto fuera de él» o «entrar en un lugar físico, pero trascendental, evidentemente separado del mundo normal».

### Según David Lorimer
El escritor anglo-francés David Lorimer define a la ECM como una «secuencia de experiencia consciente que continúa a pesar del hecho de que el sujeto no enseñe signos externos de vida en términos de resistencia de la piel, respiración, latidos cardiacos y, ocasionalmente, una EEG plana».

### Según Cherie Sutherland
Según el sociólogo inglés Cherie Sutherland, la ECM ocurre como una situación donde una persona está cerca de la muerte o clínicamente muerta y de alguna manera sobrevive para «relatar una experiencia intensa, profundamente llena de significado». Se define en función del contenido (elementos fenoménicos, como ver una luz, encontrase con seres fallecidos etc.) y la circunstancia (estar físicamente cerca de la muerte, no tan solo psicológicamente esperando la muerte).

### Según Gracia Fay Ellwood
Según la editora estadounidense Gracia Fay Ellwood, la ECM es un evento donde la persona está amenazada de muerte inminente, percibe algo como tal amenaza o está clínicamente muerta, pero entonces «bastante abruptamente entra en un estado alterado de conciencia»; finalmente retorna a una conciencia normal cuando revive o la amenaza se aleja.

### Según Van Lommel
El cardiólogo holandés Pim van Lommel se refiere a la ECM como un «estado especial de conciencia» en la que la persona entra ante la amenaza de la muerte física, psicológica o emocional.

### Según Atwater
La ensayista e investigadora estadounidense P. M. H. Atwater (nacida: Phyllis Marie DeKeyser) define a la ECM como «un intenso estado de conciencia, una sensación, o una experiencia de "ultra-mundaneidad", agradable o desagradable, que le ocurre a la gente que se encuentra al borde de la muerte».

### Según la NDERF
La Fundación para la Investigación de las Experiencias Cercanas a la Muerte (NDERF, por sus siglas en inglés) define a la ECM en base  a los componentes de la experiencia y la casi-muerte. Es, primeramente, «una experiencia lúcida asociada con la conciencia percibida al margen del cuerpo», lo cual excluye descripciones únicamente fragmentarias y memorias desorganizadas, y en segundo lugar debe producirse bajo la amenaza de muerte inminente.

### Según la IANDS
De acuerdo a la Asociación Internacional para el Estudio de las Experiencias Cercanas a la Muerte (IANDS), la ECM debe entenderse como «un profundo evento psicológico», basado en «un patrón de percepciones», que puede ocurrirle a una persona que está cerca de la muerte o, al menos, en una situación de  crisis física o emocional.

## Frecuencia
El estudio de la frecuencia de un determinado carácter, como la ECM, abarca tanto el de la prevalencia como el de la incidencia, dos conceptos diferenciados. La prevalencia de las ECM en una población de estudio se calcula dividiendo el número de personas que efectivamente tuvieron una ECM por el número de personas que reunieron las condiciones para haberla tenido:
Por su parte, la incidencia mide la cantidad de nuevos casos que se producen en una población de estudio en un periodo de tiempo determinado:
Existen ciertos problemas metodológicos y relacionados al objeto de estudio que dificultan la tarea de obtener estadísticas confiables sobre la frecuencia de las ECM, tales como la falta de una definición compartida de lo que constituye una ECM —los diversos estudios podrían estar cuantificando cosas diferentes—, testimonios que no son recogidos debido a que el paciente no recuerda la experiencia, pese a haberla tenido, o un método de recogida de datos poco riguroso, que no involucra procesos de entrevistas personales ni consulta de informes médicos.
Las estadísticas de prevalencia obtenidas en diferentes estudios se presentan resumidas en la siguiente tabla:
#: Puntuación de 6 o más en el Índice Ring
@: Puntuación de 7 o más en la Escala Greyson

La primera prevalencia es la proporción de experimentadores en relación al total de individuos y la segunda en relación al total de situación de casi muerte
|                            | Población                          | Total individuos | Total individuos | No EXP. | No EXP. | EXP.           | Prevalencia | Prevalencia |
| -------------------------- | ---------------------------------- | ---------------- | ---------------- | ------- | ------- | -------------- | ----------- | ----------- |
| Ring (1980)                | Enfermos                           | 52               | 52               | 23      | 23      | 29             | 55%         | 55%         |
| Ring (1980)                | Accidentados                       | 26               | 26               | 15      | 15      | 11             | 42%         | 42%         |
| Ring (1980)                | Suicidas                           | 24               | 24               | 16      | 16      | 8              | 33%         | 33%         |
| Ring (1980)                | Total                              | 102              | 102              | 54      | 54      | 48             | 47%         | 47%         |
| Ring, Franklin (1981-1982) | Suicidas                           | 36               | 36               | 19      | 19      | 17#            | 47%         | 47%         |
| Sabom (1982)               | Paro cardiaco                      | 66               | 66               | 40      | 40      | 26             | 39%         | 39%         |
| Sabom (1982)               | Coma                               | 8                | 8                | 3       | 3       | 5              | 62%         | 62%         |
| Sabom (1982)               | Accidente                          | 4                | 4                | 2       | 2       | 2              | 50%         | 50%         |
| Sabom (1982)               | Total                              | 78               | 78               | 45      | 45      | 33             | 43%         | 43%         |
| Greyson (1983)             | Personal de la IANDS               | 264              | 264              | 175     | 175     | 89             | 33%         | 33%         |
| Gallup, Proctor (1982)     | Encuesta americana general         |                  |                  |         |         |                | 15%         | 15%         |
| Gallup, Proctor (1982)     | Proyección sobre EE.UU             | c. 150 millones  | c. 150 millones  |         |         | c. 23 millones | 15%         | 15%         |
| Walker, Rusell (1989)      | Psicólogos                         | 117              | 117              |         |         | ¿8?            | 7%          | 7%          |
| Greyson (1993)             | Personal de la IANDS               | 246              | 246              | 59      | 59      | 187@           | 76%         | 76%         |
| Knoblauch, et al. (2001)   | Encuesta alemana general           | 2044             | 2044             |         |         | ¿82?           | 4%          | 4%          |
| Knoblauch, et al. (2001)   | Proyección sobre Alemania          | c. 82 millones   | c. 82 millones   |         |         | c. 3 millones  | 4%          | 4%          |
| Greyson (2001)             | Pacientes con estrés postraumático | 194              | 194              | 46      | 46      | 148@           | 76%         | 76%         |
| Schwaninger et al. (2002)  | Paro cardíaco                      | 30               | 30               |         |         | 11@            | 36%         | 36%         |
| Greyson (2003)             | Enfermedades cardíacas             | 1595             | 1595             | 1487    | 1487    | 108            | 6%          | 6%          |
| Greyson (2003b)            | Enfermos psiquiátricos             | 832              | 272              | 771     | 211     | 61             | 7%          | 22%         |
| Lai et al. (2007)          | ¿Enfermos en diálisis?             | 70               | 70               | 25      | 25      | 45@            | 64%         | 64%         |

Las estadísticas de incidencia, por otro lado, se resumen en la siguiente tabla:
|                           | Población                    | Total individuos | No EXP. | No EXP. | EXP. | EXP. | Incidencia | Incidencia |
| ------------------------- | ---------------------------- | ---------------- | ------- | ------- | ---- | ---- | ---------- | ---------- |
| Zhi-ying, Jianxun (1992)  | Heridos en terremoto         | 81               | 9       | 49      | 72   | 32@  | 88%        | 40%        |
| Parnia et al. (2001)      | Paro cardiaco                | 63               | 56      | 59      | 7    | 4@   | 11,1%      | 6,3%       |
| Van Lommel, et al. (2001) | Paro cardiaco                | 344              |         |         | 62   | 41#  | 18%        | 12%        |
| Schwaninger et al. (2002) | Paro cardiaco                | 30               |         |         | 7@   | 7@   | 23%        | 23%        |
| Greyson (2003)            | Paro cardiaco                | 116              | 105     | 105     | 11@  | 11@  | 10%        | 10%        |
| Greyson (2003)            | Infarto de miocardio         | 490              | 483     | 483     | 7@   | 7@   | 1%         | 1%         |
| Greyson (2003)            | Angina inestable             | 624              | 618     | 618     | 6@   | 6@   | 1%         | 1%         |
| Greyson (2003)            | Otras enfermedades cardíacas | 365              | 362     | 362     | 3@   | 3@   | 1%         | 1%         |
| Greyson (2003)            | Total                        | 1595             | 1568    | 1568    | 27@  | 27@  | 2%         | 2%         |
| Greyson et al. (2006)     | Inducción de parada cardíaca | 25               | 0       | 0       | 0@   | 0@   | 0%         | 0%         |
| Klemenc-ketis (2010)      | Paro cardiaco                | 52               | 41      | 41      | 11@  | 11@  | 21,2%      | 21,2%      |

## Fenomenología

### Elementos fenoménicos (ECM neutrales o agradables)
A continuación se detallan una serie de elementos que los investigadores más relevantes han considerado como propios y típicos de una ECM, principalmente cuando es neutral o agradable:
1. Separación de la conciencia de su cuerpo o experiencia extracorporal.[18] El ser extracorporal, que puede estar dotado de algún tipo de cuerpo de forma similar al cuerpo físico o no, es imperceptible, ingrávido y no tiene solidez, pues puede atravesar objetos. El experimentador generalmente aparece en una posición elevada, cerca o en el techo de la habitación, y ve su propio cuerpo inerte y todo lo que sucede a su alrededor. Es habitual que se sienta indiferente o desvinculado de este cuerpo físico, como si no fuera suyo. El movimiento puede ser flotante o de vuelo, a veces dirigido de acuerdo a la voluntad o de manera instantánea.
2. Percepción sensorial clara.[19] Las más habituales durante una ECM son la visual y la auditiva. Muy raramente se experimentan olores o sabores. La visión suele ser atenta y diferenciada, sin distorsión, precisa y completa con el color, con un campo de visión completo y capaz de leer. En unos pocos casos la persona siente su conciencia perceptual amplificada al extremo y las sensaciones son más intensas que en el mundo terrenal.[20] También existen testimonios sobre visión esférica, visión total de superficie o de las tres dimensiones simultáneamente, visión del interior de las cosas, imagen espejo o bilocación de consciencia.
3. Sensación de realidad.[21] Los experimentadores tienen la sensación de que lo que están viviendo es plenamente real, no un sueño o una fantasía, incluso más real que la experiencia en la vida terrenal.
4. Agilidad de pensamiento.[22] El experimentador desarrolla su pensamiento de manera fresca y ágil.
5. Sensación de paz y sosiego inefables, de una intensidad nunca experimentada en la vida terrenal.[23] El dolor es inexistente, incluso cuando la persona pudo padecer un intenso sufrimiento justo antes de caer inconsciente.
6. Sentido de alteración del tiempo.[22] La persona siente que todos los tiempos —pasado, presente y futuro— ocurren simultáneamente o que el tiempo transcurrido durante la experiencia no se corresponde con el que transcurre en ese mismo momento en el mundo físico.
7. Viaje a través de un túnel oscuro.[24] Otras veces se describe a este pasaje cerrado como una tubería, tambor o espiral. La dirección del movimiento es casi siempre hacia adelante, en sentido vertical, hacia arriba o hacia abajo, u horizontal, y la persona lo recorre flotando o levitando, generalmente a gran velocidad.
8. Encuentro con una luz brillante y mística.[25] Puede ser blanca, dorada, amarilla, anaranjada y, más raramente, «transparente», roja o azul, no necesariamente limitada a un solo color. Aunque llega a ser tan brillante «como un millón de soles», no deslumbra ni produce ninguna molestia al mirarla. El experimentador percibe que esta luz emana un amor y compasión indescriptibles y que no es una cosa, sino que tiene personalidad, pues puede comunicarse con él. Esta comunicación entre el experimentador y la luz generalmente se da de forma telepática y suele tratar sobre la vida y la muerte, aspectos morales de la vida del experimentador y sobre la posibilidad de morir o de retornar a la vida física.
9. Encuentro con paisajes paradisíacos o «celestiales».[26] Estos lugares pueden contener prados y jardines exuberantes, montañas, arroyos, animales como pájaros, mariposas, vacas, ovejas, caballos y hasta una música armoniosa y sublime. Otras personas describen una ciudad luminosa resplandeciente con plazas, edificios e iglesias. Los colores pueden ser intensos hasta un punto difícil de describir y la persona siente que esta dimensión es su verdadero hogar.
10. Encuentro con seres o presencias personales, ya sean de tipo religioso, ángeles, guías espirituales y, más usualmente, familiares o amigos fallecidos, o incluso mascotas cercanas fallecidas.[27] Estos últimos se presentan con un aspecto rejuvenecido y saludable, incluso cuando su apariencia al morir fuera otra. Hay testimonios en los que el experimentador afirmaba haberse encontrado con alguna persona desconocida de la que más tarde, después de la ECM, se confirma que había fallecido, fuese pariente o no. Estos seres personales suelen llevar ropajes blancos o aparecer como seres de luz. Muchas veces no se ven, pero el experimentador puede sentir su presencia. Usualmente la comunicación con ellos es telepática en lugar de verbal o gestual.
11. Revisión vital.[28] La persona tiene ante sí una visión panorámica de toda su vida o, al menos, de algunos momentos significativos, no necesariamente en orden cronológico. Esta experiencia puede suceder como el visionado de una película o de una obra de teatro, el pase de diapositivas o una imagen proyectada tridimensionalmente. Todas las emociones y sentimientos asociados son revividos y el transcurso del tiempo se altera hasta el punto de que toda la vida puede transitar ante el experimentador en un instante. Las personas que han experimentado esta fase suelen interpretarla como una autoevaluación o experiencia educativa que busca aleccionarlo sobre su comportamiento terreno. Algunos informan que durante el proceso están acompañados de la luz o un ser luminoso cuya intención es que comprendan que lo importante es aprender a amar y adquirir conocimiento.
12. Experiencias precognitivas.[29] La revelación puede ser acerca del futuro del propio experimentador o del futuro del planeta y ocurrir de dos formas distintas: en forma de visiones, generalmente durante la revisión vital, o como sucesos comunicados por otro ser. Hay testimonios en los que se dice que los destellos personales o flashforward, como se les llama, resultaron ser acertados, o bien que podrían haberlo sido si el sujeto no hubiera optado por otra vía que imposibilitó el cumplimiento de la previsión. Por su parte, las «visiones planetarias» estudiadas por Lundahl y Ring en el siglo XX parecen haber sido bastante consistentes entre sí: sensación de conocimiento total sobre la Tierra, con una panorámica del futuro que no suele ir más allá de inicios del siglo XXI, visión catastrofista (climática, geológica, económica, bélica) que se supera para llegar a una nueva era de amor universal.
13. Omnisciencia.[30] La persona tiene una sensación de conocer todo acerca del universo, de uno mismo y de los demás.
14. Encuentro con un límite o barrera.[31] El experimentador se topa con algún tipo de límite, un punto de no retorno. Si decide cruzarlo, ya no podrá volver a la vida terrenal. Los objetos que hacen de límite pueden ser los más variados: una masa o corriente de agua, niebla gris, una puerta, una cortina oscura, un cercado, la cima de una montaña, unas manos que esperan ser estrechadas o un hermoso vestíbulo.
15. Regreso al cuerpo físico.[32] El retorno puede darse sin previo aviso, de manera espontánea o estar anunciado de alguna manera. La decisión a veces recae en una presencia personal o ser luminoso, quien le ordena a la persona volver a la vida porque tiene una tarea o misión que completar en el mundo terrenal. En otros casos el mismo experimentador debe decidir qué hacer. Si la ECM es muy agradable, puede presentarse un dilema entre permanecer en ese maravilloso mundo de paz o retornar a la vida. La preocupación por los seres queridos y el deber de ocuparse de ellos suelen inclinar la balanza hacia la segunda opción. Puede haber un viaje de vuelta o, simplemente, la experiencia termina sin más y el experimentador recobra la conciencia física repentinamente.

### ECM desagradables
Los investigadores Bruce Greyson y Nancy Evans Bush han diferenciado tres tipos de ECM desagradables, esto es, dominadas por algún elemento perturbador:
- ECM con una fenomenología similar a la de las agradables pero vividas de forma desagradable.[34] El rasgo principal es la pérdida de control y el miedo resultante ante esta situación. La persona puede sentir tristeza al pensar en que debe dejar atrás a sus seres queridos. Según Rommer, la revisión vital suele tomar un carácter de juicio realizado por un ser superior.[35]

- ECM nihilistas, caracterizadas por una sensación de irrealidad y no-existencia, de que todo es una ilusión o un sinsentido.[36] La persona siente que entra en una oscuridad profunda o vacío eterno. A veces aparecen sentimientos inclinados al ateísmo.

- ECM infernales donde la persona se siente arrastrado por una fuerza maligna o atacada por todo tipo de seres de aspecto grotesco o inquietante, como demonios, encapuchados, seres alicaídos o sin rostro.[37] Puede haber una fuerte sensación de frío o de calor, escuchar sonidos terribles, de almas condenadas o bestias enloquecidas.

La clasificación de Greyson y Bush es meramente aproximativa, pues no todas las ECM desagradables entran o entrarán en alguna categoría en específico. Otras experiencias son mixtas, es decir, contienen partes agradables y partes desagradables. Pueden comenzar de una manera y terminar de otra. A veces se han convertido en experiencias agradables después de que las personas que las vivieron pudieron relajarse y revisar la experiencia.
El número de testimonios sobre ECM desagradables es muy inferior al de los agradables, ya sea porque ocurren con menos frecuencia, porque tienden a olvidarse o porque las personas que la experimentan son más reacias a comunicarla con los demás. La investigación de Kenneth Ring en Connecticut apenas registró un 4,7% de sentimientos desagradables entre los testimonios recibidos, la mayoría de ellos situados en algún momento puntual de la ECM, al principio o al final, sin que lleguen a dominar toda la experiencia. Los testimonios de ECM desagradables o medianamente desagradables son una excepción en los estudios de Sabom, Fenwick o Sutherland y solo una octava parte de los recogidos por Margot Grey en 1985 tuvieron este cariz. Otras estadísticas muestran una incidencia más elevada. El 45% de los experimentadores consultados por Greyson y Stevenson en 1980 consideraba que su ECM había sido neutral o medianamente negativa, aunque en ningún caso muy negativa. Dos años después, la encuesta Gallup amplió esta casuística a cerca del 70% de los casos relevados. El 1% de los entrevistados definieron su ECM como infernal o tormentosa. En los estudios prospectivos de Atwater (1992) y Rommer (2000) la incidencia fue del 15% y 18% respectivamente, mientras que un 8,6% de las ECM de la base de datos de la IANDS fueron clasificadas por Vince Migliore como experiencias terroríficas y el 37,3% como mezcladas, con elementos agradables y desagradables.

### Tipología de los elementos
Los elementos fenomenológicos o experiencias que se dan en la ECM pueden organizarse de acuerdo a muchas tipologías, dependiendo del aspecto que se quiera considerar. Aquí se analizan las cuatro más habitualmente presentes en las investigaciones: interioridad-exterioridad, mundaneidad-ultramundaneidad, agradables-desagradables y detalladas-no detalladas.

#### Interioridad y exterioridad
El interior es aquello que concibe la conciencia como propia de ella, y el exterior es aquello que concibe la conciencia como externo a ella. Por ejemplo, las emociones, pensamientos, creencias y percepciones que tienen lugar durante una ECM son interioridades, mientras que las exterioridades pueden ser todas las cosas que el experimentador ve en el mundo físico cuando abandona el cuerpo o las que se ven en el mundo ultraterreno (seres fallecidos, jardines paradisíacos, ciudades de luz etc.)

#### Mundanas y ultramundanas
La noción de experiencia mundana se identificaría parcialmente con lo que usualmente se ha venido denominando como «experiencia extracorporal» o EEC, en el sentido común de «abandono del cuerpo físico pero permaneciendo en el mundo físico». Equivale, en gran medida, a lo que Sabom denomina una ECM «autoscópica», aquella donde el experimentador visualiza su propio cuerpo desde una perspectiva externa. Por su parte, el ultramundo —también llamado transmundo, supramundo, altermundo etc.— es el mundo que no es físico, que está más allá de lo mundano. Sabom denomina «trascendental» a una ECM que contenga descripciones de «objetos y eventos que "trascienden" o sobrepasan nuestros límites terrenales».
Cabe aclarar que estos mundos no suelen estar completamente separados el uno del otro. Durante una EEC, en el marco de una ECM, los experimentadores pueden visualizar seres espirituales localizados en el mundo físico.

#### Agradables, neutrales y desagradables
Los términos «agradable» y «desagradable» para describir una ECM deben preferirse a otros más ambiguos como «positivo» y «negativo» o «celestial» e «infernal». De cualquier modo, todas estas calificaciones conllevan un relativismo importante acerca de lo que es agradable, neutral o desagradable. Por ejemplo, es posible que a un sádico o perturbado las visiones grotescas o infernales, asociadas comúnmente con lo desagradable, le parezcan agradables, o que un santo perciba los paisajes paradisíacos del ultramundo como ingenuos o inmorales.

#### Detalladas y menos detalladas
Una ECM es más rica en detalles cuanto más elementos fenomenológicos hayan tenido lugar. Hay testimonios de personas que solo se encuentran en un vacío y con una gran sensación de paz, mientras que otros describen lugares ultramundanos llenos de paisajes, seres personales etc. No hay nada que indique que las ECM de un tipo, con detalles o sin ellos, sean mejor o peor que las del otro tipo.

### Ponderación fenomenológica
Los índices de ponderación funcionan adjudicando valores numéricos a los elementos fenoménicos de una ECM testimoniada. Sumando las respectivas puntuaciones, se puede obtener un total que indique el grado de profundidad de la ECM.
La principal crítica hacia las escalas de ponderación es que suelen utilizarse para determinar si una determinada experiencia es una ECM o no. Dada la arbitrariedad inherente al proceso de selección de elementos «propios» una ECM, esto genera situaciones conflictivas donde experiencias que realmente no lo son puntúan como ECM y otras ECM menos detalladas no cumplen los requisitos para serlo.

#### Índice de Kenneth Ring
El índice de ponderación de la experiencia nuclear fue desarrollado por Kenneth Ring en 1980 con base en los temas
recurrentes de las ECM que Moody había expuesto en Life after life. Una ECM se considera nuclear cuando puntúa 6 o más en el índice. Una experiencia de 6-9 es moderada y una de 10 o más, profunda. 
El principal problema con este índice, señalado por Greyson y admitido por el propio King, es la arbitrariedad con que se seleccionaron los temas a ponderar. En lugar de utilizar una metodología de obtención basada en la estadística y la contrastación de testimonios, fueron tomados de la literatura precedente sobre el tema (Moody).

a Sentimiento fuerte ·
b EEC clara ·
c Acompañada de movimiento

| Experiencia                                      | Puntuación | Puntuación |
| ------------------------------------------------ | ---------- | ---------- |
| Sensación de estar muerto                        | 1          | 1          |
| Sentimientos de paz, placer, falta de dolor etc. | 1          | 2a         |
| Sensación de separación corporal                 | 1          | 2b         |
| Sensación de entrada en una región oscura        | 1          | 2c         |
| Encontrar una presencia u oír una voz            | 3          | 3          |
| Hacer un balance de la propia vida               | 3          | 3          |
| Ver o ser envuelto por una luz                   | 2          | 2          |
| Ver colores bonitos                              | 1          | 1          |
| Entrar en la luz                                 | 4          | 4          |
| Encontrarse con espíritus visibles               | 3          | 3          |

#### Escala de Greyson
En 1983 Greyson publicó un artículo exponiendo su escala de medidas de las ECM. El procedimiento estadístico para construirla consistió en analizar un total de 74 testimonios de ECM obtenidos a través de cuestionarios y reducir el número de elementos que componían los cuestionarios según lo común que fuera cada elemento. Al final se llegó a un total de 16 elementos clasificados en cuatro grupos o componentes: cognitivos, afectivos, paranormales y trascendentales. Estos elementos reciben una puntuación de acuerdo a la magnitud con que estuvieron presentes. Se suele considerar que una puntuación de siete o más es indicativa de que la persona experimentó una ECM.
| Componentes     | Elementos                                     | Experiencia                                                        | Puntuación |
| --------------- | --------------------------------------------- | ------------------------------------------------------------------ | ---------- |
| Cognitivo       | Aceleración del tiempo                        | Todo ocurre al mismo tiempo                                        | 2          |
| Cognitivo       | Aceleración del tiempo                        | El tiempo transcurre más rápido de lo normal                       | 1          |
| Cognitivo       | Aceleración del tiempo                        | No                                                                 | 0          |
| Cognitivo       | Velocidad de pensamiento                      | Increíblemente rápido                                              | 2          |
| Cognitivo       | Velocidad de pensamiento                      | Más rápido de lo normal                                            | 1          |
| Cognitivo       | Velocidad de pensamiento                      | No                                                                 | 0          |
| Cognitivo       | Retorno de escenas del pasado de uno          | Fuera de mi control                                                | 2          |
| Cognitivo       | Retorno de escenas del pasado de uno          | Muchos eventos pasados                                             | 1          |
| Cognitivo       | Retorno de escenas del pasado de uno          | No                                                                 | 0          |
| Cognitivo       | Comprensión de todo                           | Sobre el universo                                                  | 2          |
| Cognitivo       | Comprensión de todo                           | Sobre mi mismo u otros                                             | 1          |
| Cognitivo       | Comprensión de todo                           | No                                                                 | 0          |
| Afectivo        | Sentimiento de paz o satisfacción             | Increíble paz o satisfacción                                       | 2          |
| Afectivo        | Sentimiento de paz o satisfacción             | Alivio o calma                                                     | 1          |
| Afectivo        | Sentimiento de paz o satisfacción             | No                                                                 | 0          |
| Afectivo        | Sentimiento de gozo                           | Increíble gozo                                                     | 2          |
| Afectivo        | Sentimiento de gozo                           | Felicidad                                                          | 1          |
| Afectivo        | Sentimiento de gozo                           | No                                                                 | 0          |
| Afectivo        | Sensación de armonía o unidad con el universo | Uno con el universo                                                | 2          |
| Afectivo        | Sensación de armonía o unidad con el universo | No más tiempo en conflicto con la naturaleza                       | 1          |
| Afectivo        | Sensación de armonía o unidad con el universo | No                                                                 | 0          |
| Afectivo        | Ver una luz o sentirse rodeado por ella       | Luz claramente ultramundana o mística                              | 2          |
| Afectivo        | Ver una luz o sentirse rodeado por ella       | Luz inusualmente brillante                                         | 1          |
| Afectivo        | Ver una luz o sentirse rodeado por ella       | No                                                                 | 0          |
| Paranormal      | Sentidos más vívidos de lo normal             | Increíblemente mucho más                                           | 2          |
| Paranormal      | Sentidos más vívidos de lo normal             | Más de lo normal                                                   | 1          |
| Paranormal      | Sentidos más vívidos de lo normal             | No                                                                 | 0          |
| Paranormal      | Consciente de lo que ocurre en otra parte     | Corroborado                                                        | 2          |
| Paranormal      | Consciente de lo que ocurre en otra parte     | Sí pero sin corroboración                                          | 1          |
| Paranormal      | Consciente de lo que ocurre en otra parte     | No                                                                 | 0          |
| Paranormal      | Captación del futuro                          | Del futuro del mundo                                               | 2          |
| Paranormal      | Captación del futuro                          | Del futuro personal                                                | 1          |
| Paranormal      | Captación del futuro                          | No                                                                 | 0          |
| Paranormal      | Sensación de separación del cuerpo físico     | Claramente abandona el cuerpo y existe fuera de él                 | 2          |
| Paranormal      | Sensación de separación del cuerpo físico     | Pérdida del sentido del cuerpo                                     | 1          |
| Paranormal      | Sensación de separación del cuerpo físico     | No                                                                 | 0          |
| Trascendentales | Entrada en otro mundo                         | Claramente un mundo místico o no terrenal                          | 2          |
| Trascendentales | Entrada en otro mundo                         | Lugar extraño o no familiar                                        | 1          |
| Trascendentales | Entrada en otro mundo                         | No                                                                 | 0          |
| Trascendentales | Encuentro con una presencia mística           | Una presencia claramente mística o ultramundana                    | 2          |
| Trascendentales | Encuentro con una presencia mística           | Voz sin identificación                                             | 1          |
| Trascendentales | Encuentro con una presencia mística           | No                                                                 | 0          |
| Trascendentales | Visión de fallecidos y figuras religiosas     | Vistos                                                             | 2          |
| Trascendentales | Visión de fallecidos y figuras religiosas     | Sentida su presencia                                               | 1          |
| Trascendentales | Visión de fallecidos y figuras religiosas     | No                                                                 | 0          |
| Trascendentales | Llegada a un límite o punto de no retorno     | No se le permitió cruzar o fue enviado de vuelta involuntariamente | 2          |
| Trascendentales | Llegada a un límite o punto de no retorno     | Decisión consciente de retornar a la vida                          | 1          |
| Trascendentales | Llegada a un límite o punto de no retorno     | No                                                                 | 0          |

### Frecuencia de los elementos
Existen numerosos estudios que han analizado y obtenido la frecuencia estadística de los elementos fenoménicos de una ECM en una determinada población de estudio. En esta sección solo se citan cuatro de ellos a título de ejemplos representativos.
Adicionalmente, un estudio realizado en 2001 halló que los encuentros con personas fallecidas ocurrieron con mayor frecuencia en las ECM de personas que habían sufrido accidentes o paros cardíacos, sobre todo en aquellos que estuvieron muy cerca de la muerte. Los accidentes también están asociados a una mayor probabilidad de experimentar una memoria panorámica.

#### Estudio de Sabom (1982)
En Recollections of Death (1982), Michael Sabom examinó 71 casos y encontró que el 48% había tenido una ECM de tipo trascendental, el 33% de tipo autoscópica y combinada en un 19%. Excluidos diez casos de experiencias de quirófano, la frecuencia de elementos fenoménicos fue la siguiente:
| Elemento                          | Frecuencia |
| --------------------------------- | ---------- |
| Sensación de estar muerto         | 92%        |
| Predominancia de paz y calma      | 100%       |
| Sensación de separación corporal  | 100%       |
| Observación del mundo físico      | 53%        |
| Región oscura o vacía             | 23%        |
| Revisión vital                    | 3%         |
| Luz                               | 28%        |
| Entrada a un ámbito trascendental | 45%        |
| Encuentro con otros seres         | 48%        |
| Retorno                           | 100%       |

Un 93% de las personas experimentaron su «yo separado» como una entidad invisible e inmaterial; solo el 7% lo describió como si tuviese características similares a su cuerpo físico. En las ECM autoscópicas, la visión fue clara menos en 3 casos, 16 personas pudieron oír las conversaciones en la cercanía de su cuerpo físico, 3 podían moverse voluntariamente o con el pensamiento y 5 intentaron comunicarse con otros. En las ECM trascendentales, de las 28 personas que vieron una región paradisíaca, en 11 casos eran paisajes bucólicos o naturales, en 8 escenas no terrestres, nubes, cielos, o estrellas, 9 personas dieron descripciones etéreas o celestiales y en 2 casos la belleza era inefable. Otras 28 personas percibieron la cercanía de algún ser invisible o visible, como Dios y Jesús, amigos y familiares fallecidos o seres que el experimentador no pudo identificar. La comunicación con estos seres personales fue verbal en 12 casos, telepática en 4 casos, gestual en 2 casos y combinada en 3 casos.

#### Estudio de Gibson (1993)
En su obra de 1993 el investigador Arvin Gibson presentó algunos datos sobre los elementos fenoménicos más frecuentes que encontró en la investigación expuesta en dicha obra y la anterior:
| Elemento                     | Frecuencia |
| ---------------------------- | ---------- |
| Experiencia extracorporal    | 85,5%      |
| Autoscopia                   | 53%        |
| Ser un espíritu con forma    | 59%        |
| Túnel                        | 21,6%      |
| Luz                          | 60,2%      |
| Paisaje                      | 21,1%      |
| Encuentro con gente          | 55,4%      |
| Encuentro con gente conocida | 39%        |
| Encuentro con familiares     | 27,7%      |
| Voz                          | 63,8%      |
| Deidad                       | 26,5%      |
| Deidad vista                 | 18,1%      |
| Revisión vital               | 10,8%      |
| Ver edificios                | 7,2%       |
| Conocimiento                 | 33,7%      |
| Remordimiento                | 6,0%       |
| Miedo                        | 12%        |
| Música                       | 9,6%       |

Las palabras que los experimentadores usaron para describir cómo se sentían durante la ECM fueron «amor» (47%), «paz» (45,7%), «calor» (20,5%), «energía» (7,2%) y «pureza» (4,8%).

#### Estudio sobre la base de datos de la IANDS (2009)
En 2009 Vince Miglorie estudió 769 casos de la base de datos del IANDS. A partir de una pregunta de cuáles de los siguientes elementos estuvieron presentes en sus ECM, el número y porcentaje de respuestas afirmativas fue el que se detalla a continuación:
| Elemento                               | Frecuencia |
| -------------------------------------- | ---------- |
| Experiencia extracorporal              | 67,7%      |
| Luz                                    | 64,5%      |
| Intensidad emocional                   | 61%        |
| Conocimiento                           | 52,5%      |
| Presencia de seres no terrenales       | 48,2%      |
| Oscuridad                              | 34,9%      |
| Eventos fuera de las propias creencias | 28,5%      |
| Paisaje o ciudad                       | 26,2%      |
| Encuentro con fallecidos               | 25,4%      |
| Vacío                                  | 24,4%      |
| Límite                                 | 23,5%      |
| Revisión vital                         | 21,6%      |
| Visión del futuro                      | 19,3%      |
| Ninguno de los anteriores              | 0,5%       |

Migliore examinó 338 casos para estudiar los elementos sonoros que había en esos testimonios. Encontró que en el 43% los experimentadores escucharon una clara habla humana, en un 22% la comunicación era telepática y en un 19% se daban otros sonidos humanos (risas, lloros o gritos). Un 18% escuchó sonidos naturales o mecánicos, un 9% canto y música. El 19% no testimonió sonido alguno.

#### Encuesta de la NDERF (2011)
En función a una encuesta realizada por internet en 2011, en la que participaron 613 supuestos experimentadores, Jeffrey Long considera que las ECM suelen incluir uno o todos de los siguientes doce elementos, usualmente dados en un orden consistente:
| Elemento                           | Frecuencia |
| ---------------------------------- | ---------- |
| Experiencia extracorporal          | 75,4%      |
| Percepción sensorial amplificada   | 74,4%      |
| Paz o placer                       | 76,2%      |
| Gozo                               | 52,5%      |
| Túnel                              | 33,8%      |
| Luz brillante                      | 64,6%      |
| Otros seres                        | 57,3%      |
| Espacio y tiempo alterados         | 60,5%      |
| Tiempo acelerado                   | 33,9%      |
| Revisión vital                     | 22,2%      |
| Entrada a otro mundo               | 52,5%      |
| Entiende todo sobre el universo    | 31,5%      |
| Entiende todo sobre sí y los demás | 31,3%      |
| Límite                             | 31%        |
| Decide su retorno al cuerpo físico | 58,5%      |

### Interculturalidad de las ECM
Se han recogido testimonios de ECM en muchas partes del mundo, lo cual evidencia que la experiencia tiene o puede tener lugar en todas o casi todas las sociedades humanas. Aunque todavía faltan estudios más completos y rigurosos sobre ECM no occidentales para arribar a conclusiones definitivas, muchos autores remarcan la existencia de un núcleo de elementos comunes en las experiencias de todo el mundo. Allan Kellehear piensa que hay elementos más específicos, como el túnel o la revisión vital, que no son interculturales: el túnel sería algo más propio de las sociedades industriales y la revisión vital de sociedades con un trasfondo religioso individualista, como el cristianismo, el hinduismo o el budismo. 
Un ejemplo paradigmático de cómo el contenido de una ECM está determinado por la cultura podría ser el de Tailandia. El teólogo budista Todd Murphy recopiló un total de diez casos de ECM en este país, de los cuales cuatro fueron obtenidos de segunda mano, y encontró que en su mayoría representaban escenas infernales y de tortura. Los aspectos emocionales también eran desagradables: miedo a la muerte y horror al infierno. No había túneles —aunque podían estar reemplazados por caminos o el acto de caminar— y es dudoso que haya revisiones vitales, pero fue frecuente el encuentro con familiares o amigos fallecidos. En reemplazo al ser de luz de las ECM occidentales, los experimentadores veían a un ser superior denominado Yama, el señor del inframundo o del infierno. Los servidores de este dios, o «yamatoots», se encargaban de guiarlos o controlarlos por este lugar. A diferencia de las ECM occidentales, en la mitad de los casos el retorno a la vida se produjo después de que se le dijera al experimentador que se trataba de la persona errónea.

### ECM en niños
Según Fenwick, las ECM se pueden dar en niños de todas las edades. Incluso existen personas que afirman haber tenido una ECM prenatal, al momento del nacimiento, en el primer día de vida, a los pocos meses de nacer o a los dos o tres años, por ejemplo. Aunque los testimonios de niños se caracterizan ser más fragmentarios o incoherentes que los dados por adultos, las diferencias de contenidos son pequeñas: experiencias extracorporales, de túneles, luz o revisión vital se dan en la misma proporción en ambos grupos. Sí es más frecuente que los niños vean personas vivas, extraños y figuras religiosas como Jesús o ángeles. Según Sutherland, ángeles y seres luminosos son los seres personales que más comúnmente aparecen en los testimonios de ECM infantiles. Además, los niños más jóvenes suelen tener experiencias emocionales más neutrales que los niños más mayores, en los que es más común que se den sentimientos de paz y amor o de miedo.

### ECM en ciegos
En 2008 Kenneth y Ring realizaron un estudio con el objetivo de corroborar:
- Si los ciegos tienen ECM y, en caso afirmativo, si son diferentes o iguales a las del resto de los experimentadores.
- Si durante la ECM o la EEC los ciegos tienen percepciones visuales y, en caso afirmativo, si estas percepciones pueden corroborarse.

Se entrevistó a un grupo de 31 personas, de los cuales 14 era ciegos de nacimiento, 9 tenían ceguera adquirida y 2 discapacidad severa. Respecto a si habían tenido experiencias visuales durante su ECM o EEC, las respuesta fueron las siguientes:
| Experiencia | Sí | No seguro | No |
| ----------- | -- | --------- | -- |
| ECM         | 15 | 3         | 3  |
| EEC         | 9  | 1         | 0  |

Está claro que una gran mayoría de los experimentadores afirmó haber visto durante sus experiencias. Estas no diferían en nada de la temática común de las ECM agradables-neutrales en personas que pueden ver. Las visiones fueron tanto del mundo físico ordinario (durante la fase EEC) así como visiones del mundo ultraterreno (incluyendo seres fallecidos y paisajes paradisíacos).
En casos de ceguera de nacimiento o muy severa, puede resultar difícil para las personas explicar la sensación de algo que nunca antes habían vivido, sobre todo los colores:

Lo más aproximado que te puedo contar sobre el color es que la luminosidad y brillantez de todo el lugar fue absolutamente indescriptible. No podía distinguir tonos sutiles de color, por alguna razón. Es posible que hubiera podido, pero no tengo el vocabulario para describirlo.
Testimonio de Brad, con ceguera de nacimiento.

Entrevistador: ¿Pero lo viste [al color verde] o solo lo sabías?

Carla: No, vi esa tonalidad y más tarde pude equipararla. No puedo describirlo. Es más oscuro que el blanco; no es tan brillante como el rojo; es algo intermedio. Es lo único que puedo decir.
Testimonio de Carla, con retinopatía prematura (ROP) y ceguera severa.

Era una diferente brillantez. Esta es la mejor manera en la que puedo describir esto. Y diferentes sombras… Pero no lo sé. Porque no sé como relacionar el color, aunque sé que eran diferentes sombras de luz... [Las flores] eran diferentes brillanteces de luz.

Testimonio de Vicki, con ceguera de nacimiento.

La percepción visual en ciegos durante la ECM es un asunto de una complejidad enorme en su estudio, dada la dificultad para saber si lo que estos experimentadores denominan visión se corresponde realmente con la visión. Sin embargo, en el caso de personas con ceguera parcial, el mejoramiento de la vista que sobreviene durante la experiencia pueda dar elementos comparativos para entenderlo.

## Consecuencias
Entre un 70% y 80% de las personas que experimentaron una ECM aseguran que sus vidas han cambiado para siempre. Sin embargo, cuando se presentan dificultades para integrar la experiencia, este proceso de transformación puede llevar un tiempo largo, incluso de siete años o más.
Los efectos de una ECM en el experimentador pueden ser positivos o negativos. Los de tipo negativo son a los que se ha dedicado menos cantidad de investigación, ya sea porque sean menos frecuentes o por otros motivos.

### Efectos positivos
Aunque en ocasiones se ha sugerido que los efectos positivos están ligados más al hecho de haber enfrentado a la muerte y no tanto a la ECM en sí, el estudio realizado por van Lommel comparando a un grupo de experimentadores con otro grupo de no experimentadores sobrevivientes de paro cardíaco parece contradecir esta hipótesis. Es principalmente la ECM y no la cercanía a la muerte lo que produce cambios positivos en la vida de los experimentadores.
Muchos autores (Ring, Morse, Fenwick, van Lommel) coinciden en que la luz es el fenómeno más transformador de la ECM, junto con la revisión vital:

Las cualidades de esa luz se infunden, de algún modo, en la esencia del ser de la persona para conducirla a una unión completa con la luz (...) Se produce una transmisión directa de la energía de la luz a esa persona, y que lo absorbido por esta en el encuentro con la luz, en ese instante fuera del tiempo, permanece con ella cuando regresa al mundo del tiempo.

Kenneth Ring, Heading toward Omega (1984).

A continuación se detallan los cambios más destacados que aparecen en muchos estudios. Cabe aclarar que, aunque todos ellos están basados en cuestionarios basados en autovaloraciones y, por tanto, pueden estar más o menos sesgados por el experimentador, la diferencia de sus resultados con los de grupos que no han experimentado una ECM indica con fuerza que estos cambios, en menor o mayor medida, ocurren y son reales:
- Pérdida o decrecimiento del miedo a la muerte.[82] Aumenta la creencia de que hay vida después de la muerte[83] y que el más allá es un lugar lleno de paz y belleza.[84]
- Incremento de la religiosidad y la espiritualidad.[85] Fe intensa en Dios.[86] Varios investigadores, encabezados por Ring, han encontrado un viraje hacia el universalismo religioso en detrimento de la religión formal o institucional.[87] Esto incluye un sentido interno de Dios y de religión cósmica, mayor tolerancia religiosa, valoración de la oración privada por encima de los actos religiosos públicos etc. Sin embargo, otros autores han puesto en entredicho la metodología con que Ring ha arribado a estas conclusiones.[88]
- Desinterés por el materialismo, la fama y la popularidad.[89] Hay una nueva y elevada apreciación de la vida. Dejando de lado las preocupaciones superfluas, los experimentadores se ocupan de lo que es realmente importante en sus vidas.[72]
- Altruismo.[90] Son más amables, compasivos y tolerantes hacia los demás. Mejor percepción de los problemas ajenos (empatía). Algunos eligen orientar sus trabajos o estudios hacia áreas en las que pueden cuidar a otras personas, como enfermería y medicina.[72]
- Sensación de que hay un propósito o misión en la vida.[90] A veces está claro cuál es, otras veces no. Uno de los propósitos habituales es el retorno a la vida física para cuidar de alguna persona o familiar.
- Mayor autoestima y desinterés por lo que otros opinen de uno.[91] Incremento de la autoaceptación, la autocomprensión y la positividad. Tienden a inhibirse las tendencias suicidas.[92][93]
- Incremento del deseo de estar solo.[94]
- Incremento del aprecio por la naturaleza.[95]
- Cambios en el estilo de vida.[96] Reducción o cese del consumo de alcohol y tabaco. Desinterés por informarse de los medios de comunicación (televisión, diarios). Mayor interés por las terapias alternativas.
- Cambios fisiológicos y metabólicos.[97] Mayor sensibilidad a la luz, a sonidos, a la humedad y a la electricidad. La sensibilidad eléctrica inusual es capaz de causar cortocircuitos en los ordenadores o inhabilitar tarjetas de crédito.[98] También hay reportes acerca de la imposibilidad de usar un reloj de pulsera, pues este se detiene o da la hora incorrectamente.[99] Tasa metabólica, temperatura corporal y presión sanguínea más bajas de lo normal. Descenso en el tiempo del sueño. Incremento de cambios de humor. Mayor «expansión mental» y momentos de «inundación de información». El experimentador percibe diferencias en su sistema nervioso y estructura cerebral.
- Mayor incidencia de fenómenos psíquicos y paranormales.[100][101] Intuición, precognición, sabiduría interior, visiones, experiencias extracorpóreas, contacto regular con seres luminosos, apariciones (incluyendo de familiares fallecidos), escritura automática, capacidad de curarse a sí mismo o a otros, alucinaciones auditivas. Un estudio de Greyson y Liester (2004) descubrió que, a diferencia de lo que ocurre en pacientes psiquiátricos, la actitud de los experimentadores hacia estas alucinaciones auditivas era mayormente positiva.[102]

### Efectos negativos
En principio, los efectos negativos se derivan de una mala integración de la ECM en la vida del experimentador y no de la experiencia en sí misma. Hay que tener en cuenta, además, el contexto social del mundo occidental, marcado por la negación de la muerte y el materialismo, tanto en su sentido vulgar (vida materialista) como en el culto (ideología o paradigma condicionante por la gran parte de la ciencia actual). Se ha apuntado que estos problemas podrían ser el comienzo de un avance positivo a nivel psicológico.
La persona puede sentir añoranza y nostalgia por la dimensión ultraterrena en la que ha estado, maravillosa y pacífica, y enfadarse por haber retornado a un mundo terrenal que es completamente diferente. Surgen problemas en la reconciliación entre las creencias anteriores y la aprendido gracias a la ECM o hasta dudas sobre la propia cordura. Además de estos efectos de tipo intrapersonal, también se ven afectadas las relaciones del experimentador con el resto de las personas. Puede aparecer un sentimiento de soledad y exclusión con respecto a aquellos que no han tenido una ECM, el miedo a ser ridiculizado o rechazado, incapacidad para comunicar el sentido de la ECM o para aceptar las relaciones humanas comparadas con el amor incondicional experimentado durante la ECM. Muy frecuentemente los cambios de personalidad como producto de la ECM (por ejemplo, el desapego por lo material) interfieren negativamente en la relación del experimentador con familiares, amigos y compañeros de trabajo. Curiosamente, puede darse el caso inverso: los allegados generan demasiadas expectativas positivas sobre la persona que ha tenido la ECM y estas se ven defraudadas. Un estudio encontró que el 65% de las parejas de los individuos que habían tenido una ECM terminaron en divorcio, un porcentaje superior a la media.

## Hipótesis

### Causas fisiológicas
La principal crítica hacia las explicaciones fisiológicas de la ECM es que no se ha demostrado que ninguna de ellas sea necesaria para producir una ECM y que, al contrario, existen casos donde las ECM se producen sin que dichas causas estén involucradas. Dado que por sí solas no son capaces de generar todos los elementos fenoménicos típicos de una ECM, los defensores de las hipótesis fisiológicas suelen defender la idea de que varios factores se conjugan para producir la ECM. Otra debilidad importante es que están fundadas en argumentaciones de tipo analógico: «si las ECM son similares a otras experiencias producidas por causas fisiológicas determinadas, entonces las ECM también deben de estar producidas por esas mismas causas». Se trata de un razonamiento falaz que, además, parte de la premisa de que dichas experiencias son las mismas o comparables a las que se dan durante ECM, lo cual muchos autores han puesto en duda. Según Fernández Palacio:

Muchas de las propuestas fisiológicas no son más que eso, propuestas, hipótesis, conjeturas, que se mueven dentro de la argumentación racional débil (poco fuerte o poco sistemática), con poco o nulo aval empírico.

Fernández Palacio, La investigación sobre las experiencias cercanas a la muerte (2013).

Según Fernández Palacio, creer que la explicación fisiológica excluye necesariamente el supervivencialismo sería un error ideológico más que un conocimiento científico o riguroso. Aun cuando un hecho material sea disparador de una experiencia anímica, no tendría por qué ser «soporte necesario y permanente de dicha experiencia». La hipótesis supervivencialista podría entender estas causas materiales como disparadores de la experiencia, «indicadores fisiológicos de que la muerte se está produciendo para que la mente acceda a otro estado de existencia».

#### Niveles de gases en sangre: hipoxia e hipercapnia
La psicóloga Susan Blackmore ha propuesto que el efecto túnel registrado durante las ECM es un evento alucinatorio producido por la hipoxia o escasez de oxígeno en sangre. Cuando el córtex visual es desinhibido por efecto de la hipoxia, las células se activan desordenamente. Como esta activación ocurre desde el centro a la periferia, sea crea una visión de túnel con un punto de luz que cada vez se va haciendo más grande. Esta luz puede experimentarse muy brillante, pero no daña los ojos ya que no es consecuencia de un estímulo ocular. Si hay un suministro de oxígeno antes de llegar a esta fase, la luz central se va apagando y puede producirse la sensación de ir hacia atrás por un túnel.
Un estudio prospectivo realizado en Eslovenia descubrió que los niveles de dióxido de carbono habían sido mayores en los pacientes que testimoniaron ECM, en comparación a los pacientes con paro cardiaco que no lo habían hecho. Por tanto, las ECM podrían ser originadas por la hipercapnia o aumento del dioxído de carbono en sangre. Sin embargo, las mediciones de gases en la sangre no tienen por qué ser indicativos fiables de los niveles de los gases en el cerebro.
El principal problema con ambas hipótesis es que se han constatado ECM donde los experimentadores no sufrieron ni hipoxia ni hipercapnia (por ejemplo, en situaciones de amenaza inminente pero no vital). La hipoxia, además, suele generar estados de conciencia de baja lucidez, lo cual no es coincidente con los testimonios de ECM.

#### Neurotransmisores
Daniel Carr ha sugerido que ciertos aspectos de la ECM pueden estar relacionados con la hiperactividad neural del lóbulo límbico que se produce por la acción de péptidos endógenos (principalmente endorfinas) liberados en momentos de estrés, sobre todo durante la agonía. Blackmore también recurre a la generación de endorfinas para explicar las emociones agradables y el fenómeno de la revisión vital. Esta hipótesis ha sido criticada por algunos investigadores con base en que la sensación de placer en los experimentadores solo está presente durante la ECM, ni antes ni después, que los pacientes con sobredosis de narcóticos no testimonian experiencias similares a las ECM y que, en general, el efecto anestésico de las endorfinas desaparece poco a poco, lo cual no es compatible con el repentino dolor que siente el paciente apenas termina la ECM.
Otra hipótesis, formulada por Karl Jansen, sostiene que las condiciones disparadoras de una ECM (como hipoxia, isquemia, epilepsia el lóbulo temporal etc.) pueden causar una gran liberación de neurotransmisor glutamato, que sobreactiva los receptores NMDA y produce neurotoxicidad. Considerando que los efectos de la ingesta de ketamina, una droga anestésica, son similares a los de una ECM, entonces es posible que en el caso de las ECM haya algo en el cerebro vinculado al mismo receptor de la ketamina que también elimine la neurotoxicidad, protegiendo con ello a las células y generando en el sujeto un estado alterado de conciencia. Sin embargo, algunos autores ponen en duda que la ECM y la experiencia inducida por la ketamina sean las mismas. Además, las experiencias con ketamina suelen ser consideradas como alucinaciones por los experimentadores, lo cual no ocurre en el caso de las ECM. Antonio Bianchi ha rebatido esta última crítica asegurando que la forma en que el sujeto interprete su experiencia dependerá de si el contexto en el que se da dicha experiencia es de casi-muerte o no.

#### Explicaciones neuroanatómicas
Melvin Morse et al. han propuesto la explicación hipotética de que las ECM tienen lugar como consecuencia de la activación del lóbulo temporal, ya sea a raíz de situación de estrés extremo, por la acción de sustancias psicoactivas (LSD o ketamina), por estimulación eléctrica o por alteraciones en el nivel de gases en sangre. Además, creen que el lóbulo temporal puede almacenar un código, determinado genéticamente, que recoja las características fenoménicas de las ECM y sirva de mecanismo de defensa contra situaciones de mucho estrés.
Según Saavedra-Aguilar y Gómez-Jeria, la acción de neuropéptidos y neurotransmisores liberados en momentos de estrés extremo y la hipoxia pueden provocar la epilepsia del lóbulo temporal y esto, a su vez, inducir una ECM. Se trata de una conjetura basada en el razonamiento de analogía: los autores consideran que ambas experiencias son similares y, por tanto, pueden estar relacionadas. Un estudio realizado en 2004 por Britton y Bootzin encontró que en el grupo de 23 experimentadores seleccionados se daban electroencefalogramas epileptifórmicos (epileptiform EEG) con una mayor prevalencia que en el grupo de control y, además, mostró más síntomas del lóbulo temporal y puntuó más alto en CPES.
Michael Persinguer, analogizando las ECM con la estimulación eléctrica del lóbulo temporal, afirmó en 1989 que la mayoría de sus elementos fenoménicos pueden reproducirse en un contexto experimental mediante una baja inducción eléctrica, aunque de manera fragmentada (al contrario del carácter integrado que presentan las ECMs).

#### Sueños
Un estudio de Britton y Bootzin (2004) encontró que los experimentadores de ECM dormían menos que el grupo de control y su sueño REM latente era más largo pero con menos periodos. Dos años después, Kevin Nelson et al. compararon el número de intrusiones del estado REM durante el estado de vigilia que tenían 55 experimentadores de ECM con el de otros 55 no experimentadores. Los resultados mostraron que las intrusiones eran significativamente mayores en el grupo de experimentadores. La hipótesis de los autores es que existen personas con un arousal system más predispuesto a la intrusión REM y que, ante el miedo generado por una amenaza vital,  serían más propensas a producir ECM que compartirían fenomenología con la intrusión REM.

#### Drogas
En ocasiones se ha sugerido la posibilidad de que las ECM sean resultado del efecto de drogas que el experimentador tiene en su organismo durante un episodio de cercanía a la muerte. Sin embargo, es sabido que muchas ECM se han producido sin drogas de por medio, lo cual invalida la hipótesis como causa única de las ECM.
En el estudio de la NDERF de 2011 se compararon los testimonios de 23 experimentadores que declararon haber tenido su ECM bajo los efectos de anestesia general, pero con excepción del elemento fenoménico del túnel, no hubo diferencias estadísticamente significativas con las experiencias del resto de los experimentadores. Además, la gran mayoría de los experimentadores anestesiados declararon
que durante su ECM habían estado más conscientes y alertas de lo normal, lo cual parece incompatible con la explicación de que la anestesia produce las ECM.

### Causas psicológicas

#### Personalidad propensa a la ECM
Council y Greyson han concluido que las personalidades propensas a la fantasía suelen testimoniar más ECM y que, además, los experimentadores puntúan más alto en la escala de ensimismamiento o absorción (fijación con el mundo interior). Esta correlación en el grado de ensimismamiento fue corroborada en otro estudio realizado por Gabbard y Twemlow. Sin embargo, Ring y Rosing no encontraron diferencias entre los grupos de experimentadores y no experimentadores con respecto a una personalidad propensa a la fantasía durante la infancia, no así, en cambio, una infancia en la que se hayan dado: contacto con realidades alternativas, experiencias psíquicas, o estrés, traumas o abusos.

#### Disociación
También se ha investigado la disociación en los experimentadores, es decir, la desconexión, o falta de asociación, entre los aspectos afectivos, cognitivos y conductuales de un sujeto. Los estudios de Ring y Rosing y de Greyson en este sentido han encontrado un mayor carácter disociativo entre experimentadores que entre los no experimentadores. Para Greyson, la ECM es una experiencia no patológica que incluye el mecanismo de disociación como una respuesta normal a un fuerte trauma.

#### Despersonalización y mecanismo de defensa psicológico
De acuerdo con esta hipótesis, sostenida por la psiquiatra Russell Noyes y colaboradores suyos, la ECM consiste en un síndrome de despersonalización donde la mente busca defender al sujeto contra la ansiedad de la muerte colocándolo en una perspectiva de espectador, como si lo que estuviera ocurriendo no fuera con él. Entre las críticas que debe enfrentarse esta explicación se pueden mencionar:
- No siempre se han encontrado síntomas de despersonalización en los experimentadores.
- Las ECM ocurren incluso cuando el estado de casi muerte se presenta repentinamente y el sujeto pierde la consciencia de manera instantánea. Al menos en esa situación, no hay tiempo para que se produzca una reacción psicológica del individuo y, por ello, la explicación de Noyes pierde validez.

William Serdahely piensa que hay similitudes fenomenológicas entre las ECM y el desorden de personalidad múltiple (como la experiencia extracorpórea, viajes a entornos trascendentales etc.) y propone que ambas cosas se derivan del mismo proceso, la escapada de un dolor o trauma.

#### Reconstrucciones ficticas y falsos recuerdos
Según algunos autores, lo que ocurre durante una ECM es que la persona fabrica inconsciente o semiconscientemente una experiencia visual del entorno físico-mundano donde está a partir de información audible (al parecer, el sentido del oído es de los últimos que desaparecen ante la pérdida de consciencia física). Una de las defensoras de esta hipótesis, Blackmore, propone el siguiente esquema:
- Reconstrucción de la memoria.
- Reconstrucción desde conocimientos previos y expectativas.
- Construcción de imaginería visual a partir de la información obtenida por otros sentidos físicos durante la ECM, principalmente el oído y, adicionalmente, el tacto, entre otros.

Para Sabom, la explicación es inverosímil por varias razones:
- No se ha podido recuperar información visual, pero sí auditiva, a partir de la regresión hipnótica a pacientes que han estado bajo anestesia general.
- Cuando se aplica cardioversión eléctrica a los pacientes, estos aún pueden estar semiconscientes y sentir el shock eléctrico. Sin embargo, las personas que han testimoniado una ECM tras haber pasado por ello describen sensaciones agradables, incluyendo la desvinculación del cuerpo físico.
- Algunas personas han distinguido entre sus percepciones semiconscientes y su ECM.
- Algunas ECM han ocurrido cuando no había nadie presente, por lo que la percepción semiconsciente de datos auditivos verbales sería imposible.

Según el célebre cosmólogo Carl Sagan, las ECM son reminiscencias del nacimiento. Compara los típicos elementos fenoménicos de la ECM con algunos momentos del parto: paso del útero, la sensación de volar a través de la oscuridad y el túnel (la vagina) para llegar a la luz (el exterior), donde una figura radiante está esperando (personal médico). Sin embargo, Carl Becker afirma que no es posible establecer una analogía válida entre dichos elementos y, en cualquier caso, la psicología y fisiología del neonato, sobre todo sus capacidades visuales y de memoria, no le permitirían tener las experiencias de las que habla Sagan. Blackomre también ha descubierto que las personas nacidas por cesárea no tenían mayor ni menor propensión a testimoniar experiencias del túnel.
Para estudiar si los experimentadores suelen embellecer sus recuerdos y testimonios a lo largo del tiempo, entre 2002 y 2005 Greyson entrevistó al 63% de los 115 experimentadores que habían respondido unos cuestionarios hacía veinte años, a comienzos de la década de 1980, y encontró que no hay diferencias destacables entre ambas encuestas.

#### Expectativas
La hipótesis de las expectativas sostiene que el sujeto experimenta aquello que espera experimentar, ya
sea consciente o inconscientemente.
Varios estudios realizados por Greyson, Zhi-ying y Jian-xun y Ring encontraron que en las situaciones de casi-muerte anticipadas se daban menos elementos cognitivos que en las no anticipadas.
Es sabido que muchas personas que no han tenido una ECM al menos escucharon o saben algo, poco o mucho, sobre el asunto. Por eso se ha estudiado si el betseller de Moody, Life after life (1975), pudo haber influido en los experimentadores, sea porque lo leyeron o porque les llegó conocimiento de él indirectamente (por ejemplo, de los medios de comunicación). Sin embargo, las investigaciones en este sentido no han encontrado correlación entre los elementos fenoménicos estereotípicos citados por Moody y su frecuencia en los testimonios de ECM antes y después de 1975, con excepción del efecto túnel, que fue más frecuente después de la publicación del libro de Moody. Tampoco se ha encontrado nada que indique que un conocimiento previo haya devenido en una mayor frecuencia de ECM.

### Supervivencialismo
El supervivencialismo, o más concretamente el supervivencialismo empírico, se basa en los datos obtenidos por la percepción física para argumentar que la actividad mental y consciente puede existir independientemente de la actividad nerviosa.

#### Actividad mental sin actividad cerebral
Una de las principales evidencias esgrimidas por los defensores de la hipótesis supervivencialista es que resulta inexplicable, desde el punto de vista médico, que un individuo tenga una experiencia lúcida y altamente organizada mientras está inconsciente o muerto clínicamente. Ofrecen mucho interés los casos de pacientes con paro cardíaco, pues se considera que la actividad eléctrica neuronal cesa al poco tiempo de producirse una parada cardiaca, según muestra el electroencefalograma (EEG), y que tarda un tiempo en recuperarse tras la reactivación del corazón. 
Sin embargo, no es seguro que un EEG plano implique necesariamente una pérdica completa de la actividad cerebral o que esta no pueda ser producida por otras partes del encéfalo. En un estudio se utilizaron equipos sofisticados para medir la actividad electroencefalográfica en pacientes críticamente enfermos donde el soporte vital fue retirado y se encontró que, en un momento donde ya no había presión arterial y el cerebro estaba llegando a un nivel crítico de hipoxia, era posible medir una cascada de actividad eléctrica. Otra investigación realizada en ratas descubrió que el paro cardíaco conducía a un «cerebro muy excitado»: «colectivamente, los datos sugieren que el cerebro de los mamíferos tiene el potencial para altos niveles de procesamiento de información interna durante la muerte clínica», concluyeron los autores. También se ha señalado que, como no se sabe realmente en qué momento ocurren la ECM, podrían tener lugar justo antes de la parada cerebral o después de esta, cuando empieza la recuperación del paciente. Para algunos autores esto no es posible porque el tiempo transcurrido entre la parada cardíaca y la parada cerebral es muy corto, de apenas segundos. Para otros, los testimonios de suicidas sobrevivientes demuestran que no es necesario que haya una correlación entre la duración real de la experiencia y la duración del tiempo narrativo experimentado.

#### Experiencias extracorpóreas (EEC) reales
Sabom investigó cuán acertadas eran las descripciones de los 32 experimentadores de EEC sobre la reanimación cardiopulmonar respecto a un grupo de control de 25 pacientes que habían pasado por la unidad de cuidados coronarios. Los resultados mostraron que ninguno de los experimentadores cometió un error grande al respecto, mientras que 23 de los 25 pacientes del grupo de control sí lo cometieron, por ejemplo, al incluir el boca a boca como maniobra. En el estudio de la NDERF de 617 ECM, un total de 280 experiencias extracorpóreas (97.6%) se consideraron absolutamente realistas y en 65 casos los experimentadores intentaron corroborar sus experiencias. Ninguno encontró inexactitudes en su corroboración.
Hay una serie de casos que se presentan muy frecuentemente en la literatura sobre las ECM como evidencia anecdótica a favor de la realidad de las experiencias extracorpóreas:
- El caso de Pam Reynolds.[135][138] Después de una delicada operación de aneurisma cerebral, Pam describió a los veinte médicos involucrados y una extraña sierra parecida a un cepillo de dientes eléctricos. Además, recuerda haber escuchado una voz femenina (la del asistentecirujano) que decía «tenemos un problema, sus arterias son demasiado pequeñas». Aunque los defensores del supervivencialismo suelen considerarlo el testimonio con el «contenido más detallado y objetivamente corroborado»,  autores escépticos señalan que el relato tiene aspectos muy imprecisos y vagos, que la información acertada (como el afeitado de cabeza y la sierra eléctrica) podría haber estado disponible incluso antes de la operación (ya sea por haberse informado de estos detalles o por estímulos auditivos durante la operación) y que no hay evidencia de que la ECM haya ocurrido mientras su electroencefalograma estaba plano.[138]
- El caso de María y el zapato de tenis.[135][139] María ingresó al Centro Médico Harborview, en Seattle, a causa de un infarto. Interrogada por Kimberly Clark, una trabajora social, María detalló que durante la EEC se elevó por fuera del hospital y vio una zapatilla de tenis en una cornisa del edificio. Sin embargo, las simulaciones realizadas años después del episodio no corroboraron la versión de Clark de que el zapato no se podía ver desde adentro ni desde afuera el hospital.[139]
- El caso de Al Sullivan.[140][141] Durante una operación coronaria de bypass de emergencia, este taxista de 56 años habría tenido una ECC donde vio que el cirujano extendía los brazos y los movía rápidamente, como si tratase de volar. Cuando nueve años después Greyson interrogó al cirujano, este aseguró que el aleteo de los codos era un hábito suyo durante las operaciones, aunque no recordaba si lo había hecho o no durante la intervención de Al Sullivan. El cardiólogo, también consultado, confirmó que esta práctica era habitual y exclusiva de dicho cirujano. Los escépticos afirman que si el cirujano agitaba sus codos antes de frotar para no tocar el campo de operación con las manos sin guantes, entonces esto debió tener lugar antes de la EEC.[141]
- El caso de un paciente y la dentadura postiza.[140][139] A un hombre con parada cardiaca se le quitó la dentadura postiza para poder entubarlo durante la reanimación. Una semana después, la enfermera que había hecho esto llegó a la sala donde estaba este hombre y él le comentó que sabía dónde estaba guardada su dentadura, pues lo había visto durante la EEC.

Se han realizado numerosos estudios prospectivos consistentes en colocar estímulos visuales, más o menos escondidos, en lugares de hospitales donde frecuentemente se producen casos de ECM con el objetivo de comprobar si los experimentadores eran capaces de identificar dichos estímulos tras una ECM. Pero hasta ahora los resultados han sido negativos: no se ha recogido ni un único caso de corroboración controlada. A este respecto, Ring se lamenta que «treinta años después, [la corroboración controlada] sigue siendo un caso nulo». Sabom atribuye esto al hecho de que, durante una EEC, el experimentador tiene su interés centrado en su propio cuerpo y no en detalles que considere irrelevante recordar.

#### Contacto con fallecidos
Otro argumento a favor del supervivencialismo es el contacto con fallecidos durante la ECM, principalmente cuando se da bajo alguna de estas tres circunstancias:
1. Contacto con una persona que ha muerto hace un tiempo, dato este desconocido para el experimentador.
2. Contacto con una persona que ha muerto en el momento de la experiencia o justo antes de esta, siendo de esta manera desconocido para el experimentador el fallecimiento de esta persona.
3. Contacto con un fallecido desconocido para el experimentador.

Existe evidencia anecdótica para los tres casos. Por ejemplo, van Lommel recogió el testimonio de un experimentador que durante su ECM se encontró con su abuela fallecida y un hombre que le era desconocido. Diez años más tarde su madre le confesó qué él había nacido de una relación extramatrimonial y que su padre biológico había muerto durante la Segunda Guerra Mundial. Al enseñarle la fotografía de su padre biológico, el experimentador lo reconoció como la persona con la que había contactado durante su ECM.